# المقطع (أفلح اليمن)

تعديل مصدري - تعديل

المقطع هي إحدى قرى عزلة جياح بمديرية أفلح اليمن التابعة لمحافظة حجة، بلغ تعداد سكانها 1437 نسمة حسب تعداد اليمن لعام 2004.